# Muckendorf-Wipfing
Muckendorf-Wipfing je obec v Rakousku ve spolkové zemi Dolní Rakousy v okrese Tulln.

## Geografie

### Geografická poloha
Muckendorf-Wipfing se nachází ve spolkové zemi Dolní Rakousy v regionu Mostviertel, severním cípem však zasahuje do regionu Weinviertel. Rozloha území obce činí 6,34 km², z nichž 18,8 % je zalesněných.

### Části obce
Území obce Muckendorf-Wipfing se skládá ze dvou částí (v závorce uveden počet obyvatel k 1. 1. 2015):
- Muckendorf an der Donau (1 109)
- Wipfing (379)

### Sousední obce
- na severu: Stockerau
- na východu: Zeiselmauer-Wolfpassing
- na jihu: Königstetten
- na západu: Tulln an der Donau

## Politika

### Obecní zastupitelstvo
Obecní zastupitelstvo se skládá z 19 členů. Od komunálních voleb v roce 2015 zastávají následující strany tyto mandáty:
- 13 WMW
- 5 SPÖ
- 1 GRÜNE

### Starosta
Nynějším starostou obce Muckendorf-Wipfing je Hermann Grüssinger ze strany WMW.